# Forte Mengant
Il forte Mengant o forte Léon fu uno dei forti a protezione della rada di Brest, una rada di mare davanti alla città di Brest.

## Storia

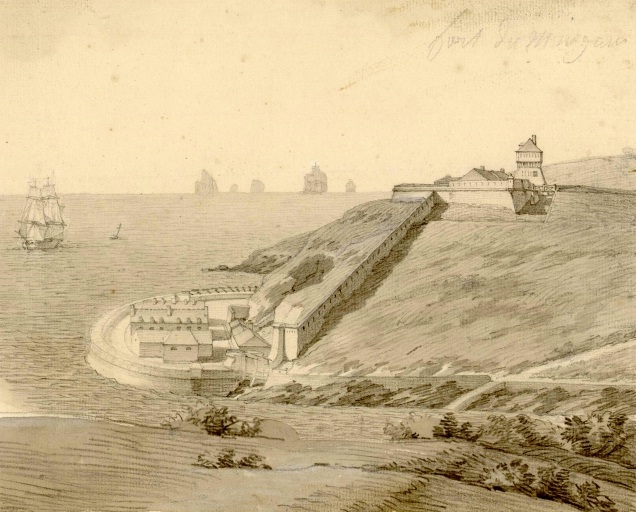
Antico schema del forte

Il forte fu voluto da Sébastien Le Prestre de Vauban nel XVII secolo e si trova nel territorio comunale di Plouzané. Sulla costa di Brest si trova il forte, nato da un'idea del XVII secolo, e gli inizi dei lavori furono nel 1875, sulla base di forte inglese di Spithead. Ma la sorte di questo forte ebbe una sorpresa nel 1876, quando il suo progetto fu abbandonato. Il forte comprende una batteria alta a 58 metri s.l.m. dove si trovava una torre d'artiglieria (oggi distrutta) e una batteria bassa a forma di semicerchio. Faceva parte della batteria di Cornouaille, situata sulla presqu'île de Roscanvel.
L'obiettivo di queste due batterie (Mengant e Cornouaille), distanti circa 2 chilometri, era di poter sbarrare l'ingresso alla rada di Brest. Le correnti e le maree non permisero il completamento del piano iniziale previsto per la batteria sulla Roche Mengant. Verso il 1875, il ministero della marina decise di creare a Mengant un piccolo porticciolo per lo stazionamento di piccole imbarcazioni. Nel XIX secolo il forte fu ritrasformato dai tedeschi come fortificazione durante la seconda guerra mondiale.
Oggigiorno la parte bassa del forte è occupato dal club nautico della Marina di Brest. La parte alta invece è impiegata come stazione radar. Ancora oggi si notano queste grandi scale, costruite negli anni sessanta, che grazie ad una funicolare, servivano da montacarichi. Accanto alla parte alta del forte si trova una stazione elettrica.

## Batterie annexe

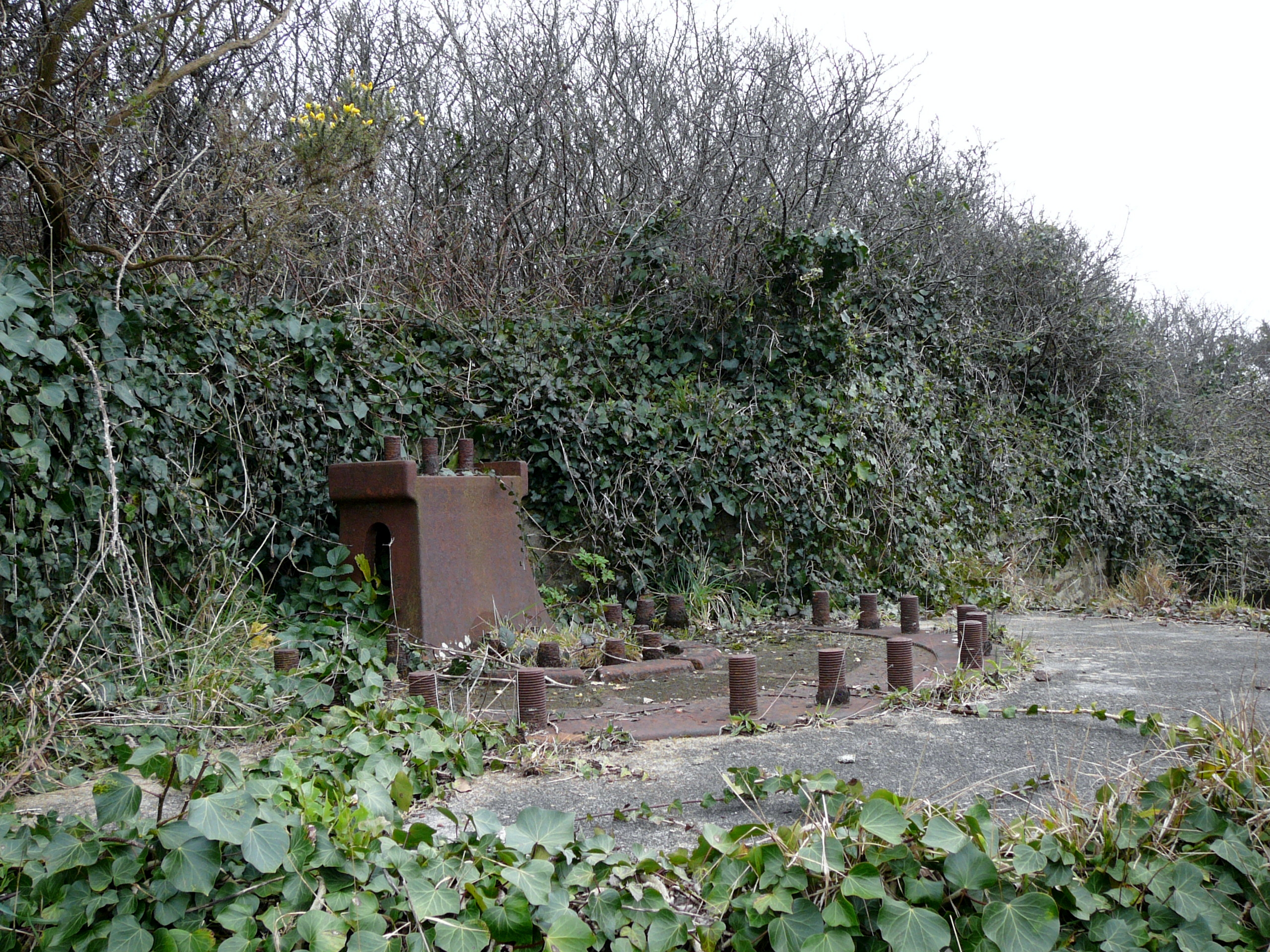
Una delle postazioni della batterie annexe

Più a ovest, in posizione dominante a circa 60 m s.l.m., si trova la batterie annexe, costruita nel 1888, con 12 batterie per 6 cannoni da 100 mm. Ogni postazione ha al suo fianco una nicchia per mettere i colpi in tutta sicurezza. Alle sue estremità, la batteria presenta due posti d'osservazione.  A volte viene nominata come batterie Quillihouarn.
Ad oggi la batteria è di proprietà privata, ed occupata sporadicamente.

## Batterie du ravin
Edificata tra il 1885 e il 1886 in zona Kerdalaez, a est del forte, nei pressi della torre.
Questa batteria era armata con quattro cannoni 32 M c MLE 1870-81 e 1882 M PA, installati nel dicembre del 1888. Durante l'occupazione tedesca della seconda guerra mondiale, si è edificato una nuova casamatta.